# Iurkîne, Lenine
Iurkîne (în ucraineană Юркине) este un sat în comuna Hlazivka din raionul Lenine, Republica Autonomă Crimeea, Ucraina.

## Demografie
Componența lingvistică a localității Iurkîne
     Rusă (86,96%)
     Ucraineană (10,87%)
     Germană (2,17%)
Conform recensământului din 2001, majoritatea populației localității Iurkîne era vorbitoare de rusă (86,96%), existând în minoritate și vorbitori de ucraineană (10,87%) și germană (2,17%).